# Josep Queraltó
Josep Queraltó Jorba (Sant Martí Sarroca, 1746 — Madrid, 1805), fill de Ramon Queraltó i Maria Jorba, estudià a Barcelona. Fou metge militar a Algèria (1775). Tornà a Barcelona i el 1776 passà al virregnat del Plata, on dirigí un hospital militar. Fou catedràtic del col·legi de San Carlos de Madrid. Fou cirurgià de cambra de Carles IV d'Espanya. Inventà un nou mètode per a curar les ferides causades per arma de foc pels anys 1793/1794 sent director dels hospitals militars de Navarra i Guipúscoa. Es deu a ell el canvi de paradigma entre els cirurgians espanyols separant-se de l'opinió general que considerava verinoses les ferides per arma de foc, fet pel qual s'extirpaven les ferides. Queraltó va ser el primer que va ensenyar a conduir les ferides per armes de foc a una ràpida cicatrització cobrint-les amb gases, un embenat i cataplasmes emol·lients o calmants quan ho exigia el dolor. Torres i Amat esmenta dues obres publicades de Queraltó, impreses a Sevilla «Medios propuestos por D. José Queraltó para que el pueblo sepa desinfeccionar y precaver que se vuelva a reproducir la epidemia que le ha consternado; los publica en obsequio de la humanidad, revistos por su autor un amante del Rey y de la patria» i «Observaciones sobre los gases ácido-minerales, que por orden de D. José Queraltó físico de cámara, etc. hizo el Dr. D. Miguel Cabanellas» quadern imprès per la vídua d'Hidalgo a Sevilla 1801.